# Сорокошичи
Сорокошичи (укр. Сорокошичі) — село в Козелецком районе Черниговской области Украины. Население 58 человек. Занимает площадь 0,103 км².
Код КОАТУУ: 7422083904. Почтовый индекс: 17011. Телефонный код: +380 4646.

## Власть
Орган местного самоуправления — Косачовский сельский совет. Почтовый адрес: 17010, Черниговская обл., Козелецкий р-н, с. Косачовка, ул. 8-го Марта, 2.